# Conflicte marítim intercoreà

Localització de la Northern Limit Line.

El conflicte marítim intercoreà, també conegut com a guerra del Cranc, és un seguit d'incidents marítims frontalers entre Corea del Nord i Corea del Sud localitzats a la mar Groga. Tant els EUA com la República Popular de la Xina diuen veure's preocupats pel conflicte, esperant-ne una solució diplomàtica.
El conflicte es dona concretament a la "Northern Limit Line" (Línia Límita del Nord) que va ser establida per l'ONU després de l'armistici del 1953. Zona plegada de crustacis, d'ací el nom de "guerra del Cranc", el conflicte s'estén també fins a Baengyeong, una illa propera a Corea del Nord i que en l'actualitat és propietat de Corea del Sud, però que l'armada de Corea del Nord vol recuperar.
L'arrel del conflicte citada, i d'ençà la signatura de l'armistici, Corea del Nord acostuma a fer-hi maniobres militars, fent que el sud de Corea i reaccioni més o menys violentament, sobretot després dels assajos nuclears portats el mes de juliol del 2010.